# Набатов, Анатолий Петрович
Анатолий Петрович Набатов (16 апреля 1904 — 19 октября 1979) — советский военный деятель, генерал-майор, участник Великой Отечественной войны.

## Биография
Анатолий Петрович Набатов родился 16 апреля 1904 года в городе Сумы. 12 апреля 1920 года добровольцем поступил на службу в Рабоче-Крестьянскую Красную Армию. Служил в караульной роте при Белгородском уездном военкомате, затем в артиллерийском дивизионе Украинской артиллерийской школы, учеником музыкальной команды тяжёлого артдивизиона. В октябре 1922 года был демобилизован. В феврале 1925 года Набатов повторно был призван в армию и вскоре направлен на учёбу в Киевскую артиллерийскую школу. Впоследствии был переведён в Севастопольскую школу зенитной артиллерии. Завершив обучение в 1929 году, Набатов служил на командных должностях в различных зенитно-артиллерийских частях. С 1936 года служил в Управлении по командному и начальствующему составу Красной Армии, был начальником отделения, старшим помощником начальника отдела. С 1940 года учился в Военной артиллерийской академии имени Ф. Э. Дзержинского, однако к началу Великой Отечественной войны окончил первый курс.
С июля 1941 года командовал 90-м запасным зенитно-артиллерийским полком, участвовал в отражении вражеских авиационных налётов на город Горький. На завершающем этапе битвы за Москву был назначен командиром 1202-го зенитно-артиллерийского полка Московского фронта ПВО. С октября 1942 года командовал 751-м полком малокалиберной зенитной артиллерии, а в августе 1943 года стал командиром 62-й зенитно-артиллерийской дивизии малого калибра Резерва Главного Командования. Вверенное ему соединение несло охрану от вражеских авиационных налётов гидротехнических сооружений канала имени Москвы.
После окончания войны продолжал службу в Советской Армии. Был начальником штаба, заместителем командира, командиром 1-й гвардейской зенитно-артиллерийской дивизии ПВО, заместителем начальника штаба 1-й армии ПВО. В январе 1956 года в звании генерал-майора был уволен в запас. Проживал в городе Красногорске Московской области. Умер 19 октября 1979 года, похоронен на Пенягинском кладбище Красногорска.

## Награды
- Орден Ленина (15 ноября 1950 года);
- 2 ордена Красного Знамени (3 ноября 1944 года, 26 октября 1955 года);
- Орден Отечественной войны 1-й степени (29 марта 1944 года);
- Орден Красной Звезды (22 августа 1944 года);
- Медали.